# Емашла
Емашла — река в России, протекает по Башкортостану, Зилаирский район. Устье реки находится в 78 км по правому берегу реки Зилаир. Длина реки составляет 11 км.
Имеет левый приток — ручей Рудничный.

## Данные водного реестра
По данным государственного водного реестра России относится к Уральскому бассейновому округу, водохозяйственный участок реки — Сакмара от истока до впадения реки Большой Ик. Речной бассейн реки — Урал (российская часть бассейна).
Код объекта в государственном водном реестре — 12010000512112200005287.